# Kwantumsprong
In de kwantummechanica, een deelgebied van de natuurkunde, is een kwantumsprong een verandering van een elektron binnen een atoom van de ene kwantumtoestand naar de andere kwantumtoestand. Het lijkt discontinu dat het elektron zeer snel van het ene naar het andere energieniveau "springt", na zeer kort in een toestand van superpositie te hebben bestaan. De tijd die dit kost staat in verhouding tot de druk die de spectraallijnen verbreedt. Dit fenomeen is in tegenspraak met klassieke theorieën, die verwachten dat energieniveaus continu zijn. Kwantumsprongen veroorzaken de emissie of absorptie van elektromagnetische straling, waaronder die van het licht, dat plaatsvindt in de vorm van gekwantiseerde eenheden, die fotonen worden genoemd.